# Styckegods

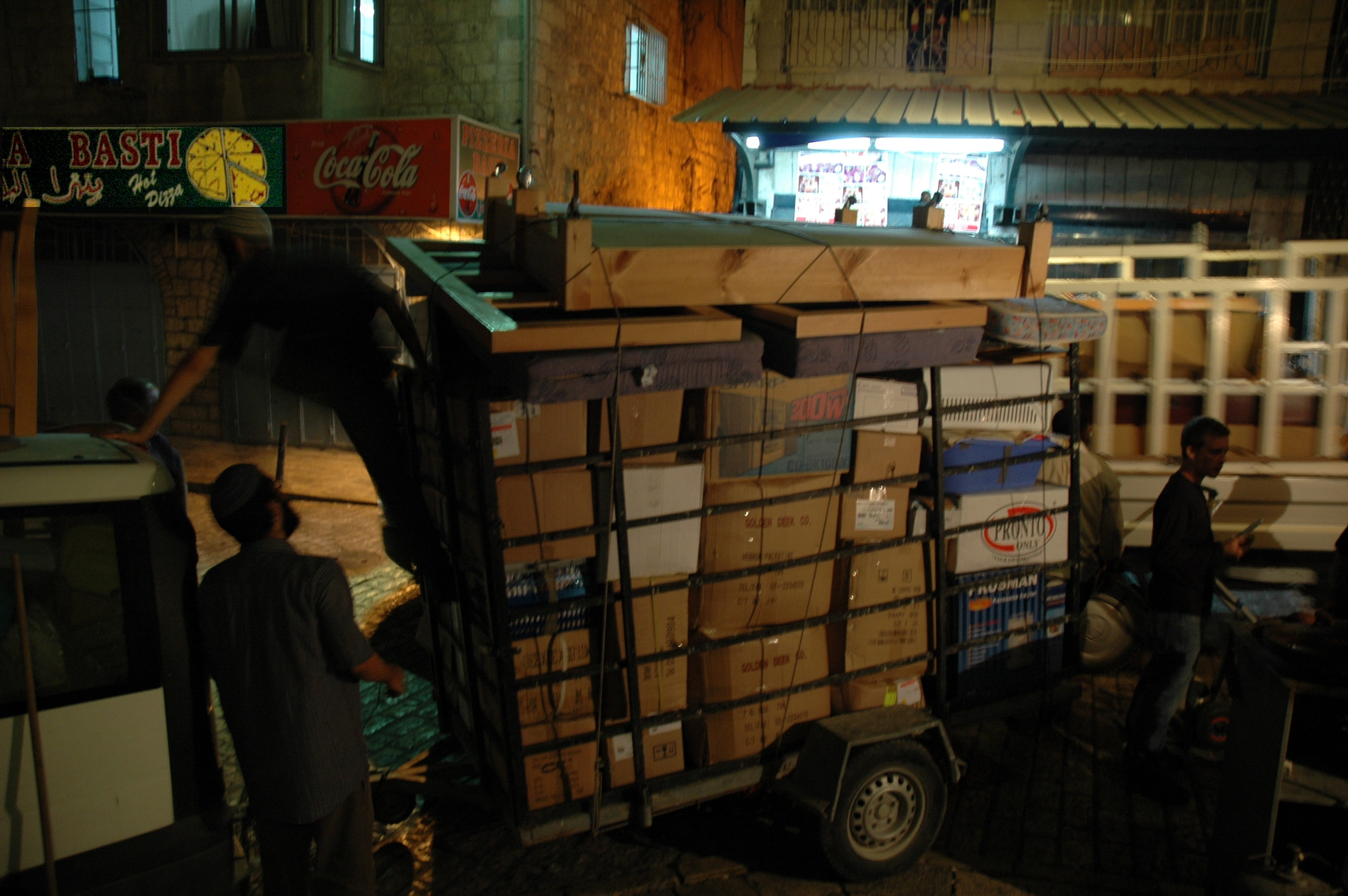
Transport av styckegods i Israel.

Styckegods är gods som paketerats i lådor eller kartonger. Till skillnad från exempelvis mjölk eller bensin som fraktas i tankbilar, och fast bulklast som lastas oförpackat i lastutrymmet, lastas lådor och kartonger styckvis i lastutrymmet på bilar, lastbilar, fraktflygplan eller fartyg. Styckegodssändningar väger mellan 100 och 1000 kg. 
Vid större försändelser med fler artiklar kan lådorna lastas på lastpallar. Vid ännu större eller längre leveranser kan styckegods samlas i containrar med eller utan lastpall så att transportfirman endast behöver hålla koll på en stor försändelse istället för flera mindre.
Inom järnvägen var styckegods paket och liknande som hämtades och lämnades vid station, till skillnad från vagnslaster där hela vagnar hämtades och lämnades vid ett företag. Styckegods var uppdelat i fraktgods och ilgods. SJ:s styckegodsverksamhet togs över av Posten som integrerat det i sin verksamhet.
Se även stuvare.